# Bayerische P 3/5 N
Die Dampflokomotiven der Gattung P 3/5 N der Bayerischen Staatsbahn (K.Bay.Sts.B.) waren Personenzuglokomotiven. Baugleiche Lokomotiven wurden auch nach Bulgarien und in die Türkei geliefert.
Insgesamt 36 Lokomotiven der Gattung P 3/5 N wurden zwischen 1905 und 1907 von Maffei gebaut. Die P 3/5 N ging aus der Schnellzuglokomotive S 3/5 hervor und hatte wie diese ein Vierzylinder-Verbundtriebwerk. Gegenüber der S 3/5 hatte die P 3/5 N einen kleineren Kessel bei gleich gebliebener Zylindergröße und kleinere Treibräder. Die P 3/5 N konnte in der Ebene bei 80 km/h einen 350 t schweren Zug ziehen.
Sechs Lokomotiven sind im Ersten Weltkrieg zerstört worden; 17 weitere mussten als Reparationsleistung abgegeben werden. Die verbleibenden 13 Lokomotiven wurden von der Deutschen Reichsbahn als Baureihe 38.0 übernommen. Die S 3/6 hatten die Loks zu diesem Zeitpunkt bereits aus dem hochwertigen Zugdienst verdrängt.
Nach den guten Erfahrungen mit der Gattung P 3/5 H aus dem Jahr 1921, der späteren Baureihe 38.4, wurden zwischen 1924 und 1925 alle noch vorhandenen P 3/5 N von Nass- auf Heißdampfbetrieb umgebaut. Die Fahrzeuge wurden dennoch schon zwischen 1932 und 1938 ausgemustert; die letzte eingesetzte Lokomotive war die 38 003.
Die Fahrzeuge waren mit Schlepptendern der Bauart bay 2’2’ T 18,2 ausgestattet.
Insgesamt 12 baugleiche Lokomotiven lieferte Maffei ab 1905 auch an die bulgarische Staatsbahn (BDŽ), die bereits zuvor acht Loks entsprechend dem Prototyp der Vorgängerreihe C V erhalten hatte. Die Loks wurden zunächst unter den Nummern 9 bis 20 geführt und ab 1936 in die BDŽ-Baureihe 08 eingeordnet. Von der BDŽ wurden die Lokomotiven vor hochwertigen Zügen bis hin zum Simplon-Orient-Express eingesetzt.
Drei weitere baugleiche Lokomotiven beschaffte bei Maffei 1908 die Compagnie des Chemins de fer Orientaux (CFO), die im Osmanischen Reich die Strecke von Istanbul nach Svilengrad betrieb. Die als Klasse IX und mit den Ordnungsnummern 58 bis 60 bezeichneten Lokomotiven wurden von der CFO ebenfalls vor dem Orient-Express eingesetzt. Mit der Verstaatlichung der CFO kamen die Lokomotiven 1937 unter den Nummern 35.504–506 an die türkische Staatsbahn (TCDD).